# Campeonato Gaúcho de Futebol de 2018 - Divisão de Acesso
O Campeonato Gaúcho de Futebol da Divisão de Acesso de 2018 é a 62ª edição da Divisão de Acesso do futebol gaúcho. A competição, organizada pela Federação Gaúcha de Futebol, é disputada por dezesseis equipes entre os meses de março e junho.

## Regulamento
Dezesseis equipes participarão da competição: os clubes que terminaram o torneio do ano passado entre o 3º e o 14º lugares, os dois rebaixados da Série A de 2017 e o campeão e vice-campeão da Segunda Divisão de 2017, equivalente ao terceiro nível do futebol gaúcho.
Os clubes foram divididos em dois grupos (A e B) e, na primeira fase, se enfrentarão dentro da chave em jogos de ida e volta, totalizando quatorze rodadas. Ao fim da primeira fase, os quatro primeiros colocados de cada grupo se classificarão para a fase de quartas de final, na qual os clubes do grupo A enfrentarão os do B em cruzamento olímpico, passando os vencedores para a fase seguinte (semifinal). Os vencedores da semifinal, além de garantidos na decisão do campeonato, já terão sua vaga na Série A de 2019 assegurada.
Ao término da primeira fase, o último colocado de cada um dos grupos A e B será automaticamente rebaixado para a Segunda Divisão de 2019.

## Participantes

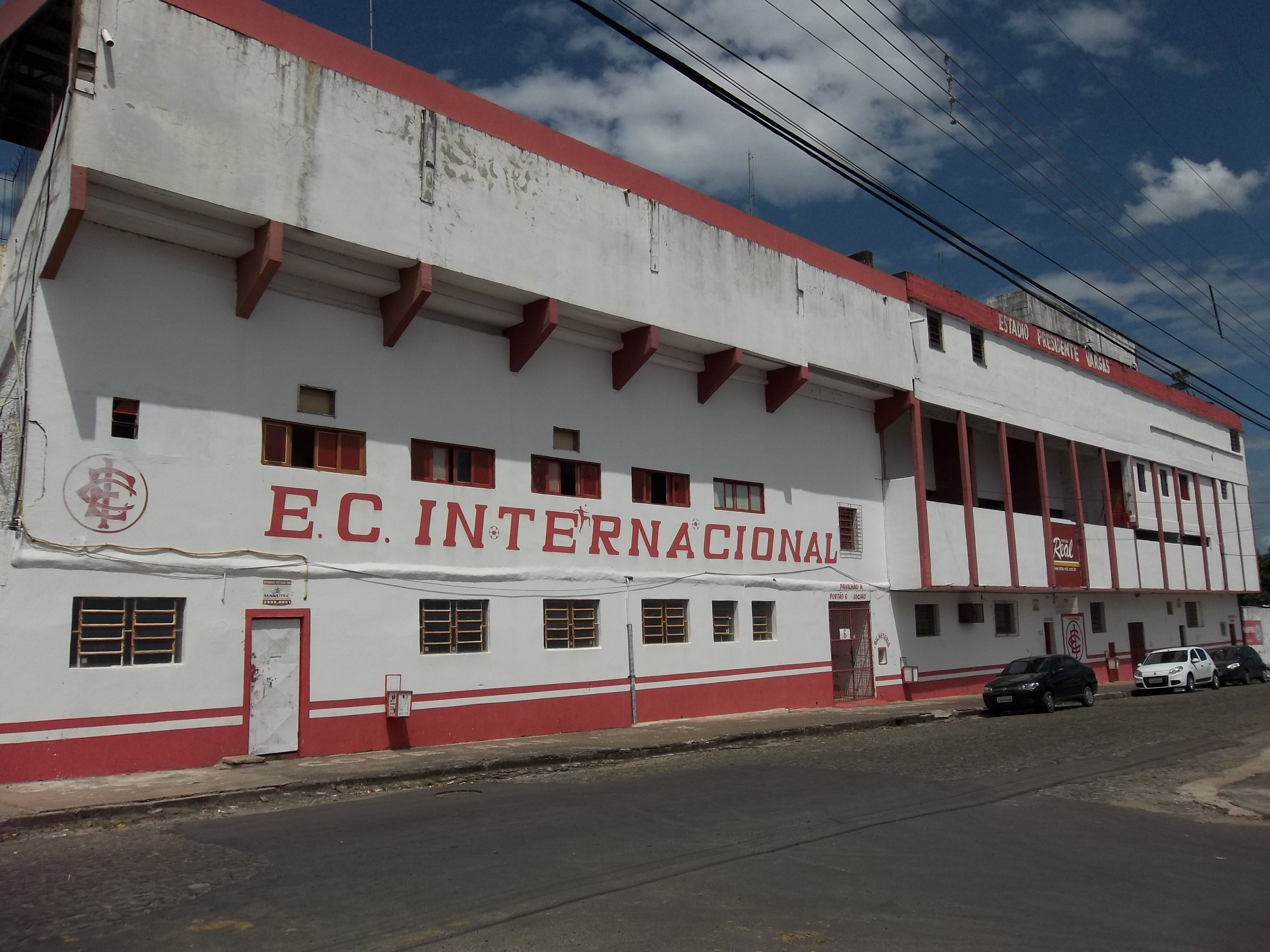
Baixada Melancólica
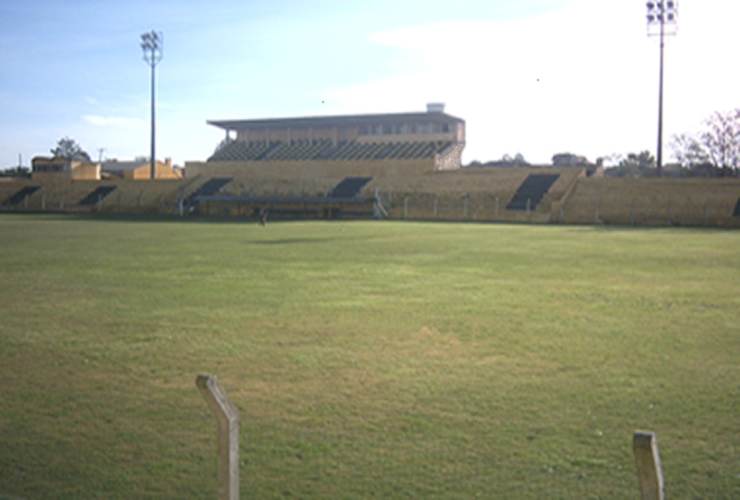
Pedra Moura
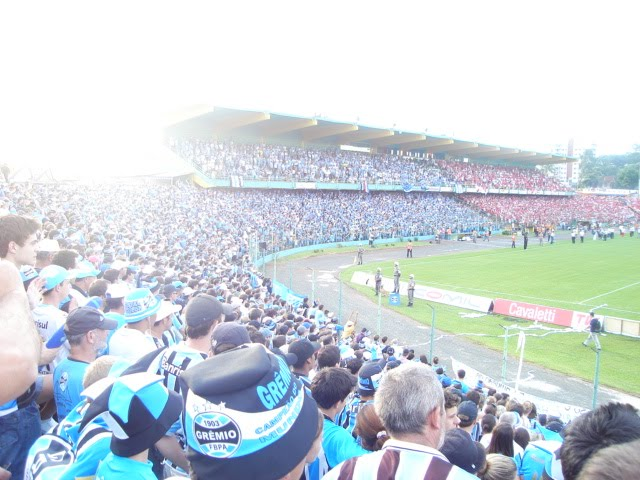
Colosso da Lagoa

## Primeira fase

### Grupo A
| Pos | Times                | Pts | J     | V | E | D | GP | GC | SG  | %  |
| --- | -------------------- | --- | ----- | - | - | - | -- | -- | --- | -- |
| 1   | Pelotas              | 26  | 14    | 7 | 5 | 2 | 22 | 13 | +9  | 62 |
| 2   | Aimoré               | 24  | 14    | 6 | 6 | 2 | 13 | 6  | +7  | 57 |
| 3   | Inter de Santa Maria | 23  | 14    | 7 | 2 | 5 | 16 | 12 | +4  | 55 |
| 4   | Lajeadense           | 19  | 14    | 5 | 4 | 5 | 10 | 13 | –3  | 45 |
| 5   | Bagé                 | 19  | 14    | 4 | 5 | 3 | 13 | 12 | +1  | 45 |
| 6   | São Gabriel          | 14  | 14    | 3 | 6 | 5 | 15 | 16 | –1  | 33 |
| 7   | Guarani-VA           | 13  | 13[a] | 3 | 4 | 6 | 13 | 18 | –5  | 33 |
| 8   | Santa Cruz-RS        | 6   | 13[a] | 0 | 6 | 7 | 11 | 23 | –12 | 15 |

|                      | AIM   | BAG   | GUA     | ISM   | LAJ   | PEL   | SCR   | SGA   |
| -------------------- | ----- | ----- | ------- | ----- | ----- | ----- | ----- | ----- |
| Aimoré               | —     | 0 – 0 | 1 – 1   | 3 – 1 | 2 – 0 | 0 – 0 | 1 – 0 | 2 – 0 |
| Bagé                 | 1 – 0 | —     | 1 – 1   | 1 – 0 | 0 – 1 | 1 – 1 | 2 – 0 | 1 – 1 |
| Guarani-VA           | 0 – 1 | 2 – 2 | —       | 0 – 1 | 2 – 1 | 3 – 2 | 2 - 2 | 1 – 0 |
| Inter de Santa Maria | 1 – 2 | 1 – 0 | 1 – 0   | —     | 3 – 1 | 3 – 0 | 2 – 1 | 2 – 1 |
| Lajeadense           | 0 – 0 | 0 – 0 | 2 – 0   | 1 – 0 | —     | 0 – 0 | 1 – 0 | 0 – 0 |
| Pelotas              | 2 – 1 | 2 – 0 | 2 – 1   | 1 – 0 | 4 – 1 | —     | 4 – 1 | 2 – 0 |
| Santa Cruz-RS        | 0 – 0 | 1 – 1 | CANC[a] | 1 – 1 | 1 – 2 | 1 – 1 | —     | 3 – 3 |
| São Gabriel          | 0 – 0 | 2 – 3 | 2 – 0   | 0 – 0 | 1 – 0 | 1 – 1 | 4 – 1 | —     |

|  |                     |  |        |  |                      |
|  | Vitória do Mandante |  | Empate |  | Vitória do Visitante |

Notas
[a] ^  A partida entre Santa Cruz e Guarani foi cancelada, devido a inexistência de chances de classificação ou rebaixamento entre as duas equipes.

### Grupo B
| Pos | Times                 | Pts | J  | V | E | D  | GP | GC | SG  | %  |
| --- | --------------------- | --- | -- | - | - | -- | -- | -- | --- | -- |
| 1   | Ypiranga de Erechim   | 25  | 14 | 7 | 4 | 3  | 16 | 6  | +10 | 60 |
| 2   | Glória                | 25  | 14 | 7 | 4 | 3  | 16 | 9  | +7  | 60 |
| 3   | Tupi                  | 24  | 14 | 7 | 3 | 4  | 16 | 16 | 0   | 57 |
| 4   | Esportivo             | 24  | 14 | 6 | 6 | 2  | 15 | 7  | +8  | 57 |
| 5   | União Frederiquense   | 21  | 14 | 5 | 6 | 3  | 18 | 12 | +6  | 50 |
| 6   | Passo Fundo           | 20  | 14 | 5 | 5 | 4  | 17 | 15 | +2  | 48 |
| 7   | Igrejinha             | 7   | 14 | 1 | 4 | 9  | 9  | 27 | –18 | 17 |
| 8   | Brasil de Farroupilha | 4   | 14 | 0 | 4 | 10 | 7  | 22 | –15 | 10 |

|                       | BRA   | ESP   | GLO   | IGR   | PFU   | TUP   | UNI   | YPI   |
| --------------------- | ----- | ----- | ----- | ----- | ----- | ----- | ----- | ----- |
| Brasil de Farroupilha | —     | 0 – 3 | 0 – 1 | 1 – 1 | 2 – 2 | 0 – 1 | 0 – 0 | 0 – 0 |
| Esportivo             | 1 – 0 | —     | 0 – 2 | 1 – 0 | 0 – 0 | 3 – 0 | 1 – 1 | 2 – 0 |
| Glória                | 3 – 0 | 1 – 1 | —     | 0 – 1 | 1 – 0 | 1 – 1 | 2 – 0 | 0 – 1 |
| Igrejinha             | 2 – 1 | 0 – 0 | 0 – 1 | —     | 1 – 3 | 0 – 1 | 1 – 1 | 1 – 1 |
| Passo Fundo           | 3 – 1 | 1 – 2 | 1 – 1 | 3 – 2 | —     | 2 – 1 | 1 – 0 | 0 – 0 |
| Tupi                  | 2 – 1 | 1 – 0 | 3 – 0 | 2 – 0 | 1 – 1 | —     | 1 – 1 | 1 – 0 |
| União Frederiquense   | 2 – 1 | 1 – 1 | 1 – 1 | 4 – 0 | 2 – 0 | 4 – 1 | —     | 1 – 0 |
| Ypiranga de Erechim   | 1 – 0 | 0 – 0 | 1 – 0 | 6 – 1 | 1 – 0 | 3 – 0 | 2 – 0 | —     |

|  |                     |  |        |  |                      |
|  | Vitória do Mandante |  | Empate |  | Vitória do Visitante |

## Fase final
|  |  |

|  | Quartas de final     | Quartas de final     | Quartas de final | Quartas de final |   |                     | Semifinais               | Semifinais               | Semifinais               | Semifinais               |  |         | Final            | Final            | Final            | Final            |  |  |
|  | 17 a 26 de maio      | 17 a 26 de maio      | 17 a 26 de maio  | 17 a 26 de maio  |   |                     | 30 de maio a 10 de junho | 30 de maio a 10 de junho | 30 de maio a 10 de junho | 30 de maio a 10 de junho |  |         | 16 e 24 de junho | 16 e 24 de junho | 16 e 24 de junho | 16 e 24 de junho |  |  |
|  |                      |                      |                  |                  |   |                     |                          |                          |                          |                          |  |         |                  |                  |                  |                  |  |  |
|  | Pelotas              | 0                    | 3                | 3                |   |                     |                          |                          |                          |                          |  |         |                  |                  |                  |                  |  |  |
|  | Esportivo            | 2                    | 0                | 2                |   |                     |                          |                          |                          |                          |  |         |                  |                  |                  |                  |  |  |
|  | Esportivo            | 2                    | 0                | 2                |   | Pelotas             | 2                        | 1                        | 3                        |                          |  |         |                  |                  |                  |                  |  |  |
|  |                      |                      |                  |                  |   | Pelotas             | 2                        | 1                        | 3                        |                          |  |         |                  |                  |                  |                  |  |  |
|  |                      | Inter de Santa Maria | 0                | 0                | 0 |                     |                          |                          |                          |                          |  |         |                  |                  |                  |                  |  |  |
|  | Glória               | Inter de Santa Maria | 0                | 0                | 0 | 1                   | 1                        | 2                        |                          |                          |  |         |                  |                  |                  |                  |  |  |
|  | Glória               |                      |                  |                  |   | 1                   | 1                        | 2                        |                          |                          |  |         |                  |                  |                  |                  |  |  |
|  | Inter de Santa Maria | 1                    | 4                | 5                |   |                     |                          |                          |                          |                          |  |         |                  |                  |                  |                  |  |  |
|  | Inter de Santa Maria | 1                    | 4                | 5                |   |                     |                          |                          |                          |                          |  | Pelotas | 1                | 4                | 5                |                  |  |  |
|  |                      |                      |                  |                  |   |                     |                          |                          |                          |                          |  | Pelotas | 1                | 4                | 5                |                  |  |  |
|  |                      | Aimoré               | 1                | 0                | 1 |                     |                          |                          |                          |                          |  |         |                  |                  |                  |                  |  |  |
|  | Ypiranga de Erechim  | Aimoré               | 1                | 0                | 1 | 0                   | 4                        | 4                        |                          |                          |  |         |                  |                  |                  |                  |  |  |
|  | Ypiranga de Erechim  |                      |                  |                  |   | 0                   | 4                        | 4                        |                          |                          |  |         |                  |                  |                  |                  |  |  |
|  | Lajeadense           | 2                    | 1                | 3                |   |                     |                          |                          |                          |                          |  |         |                  |                  |                  |                  |  |  |
|  | Lajeadense           | 2                    | 1                | 3                |   | Ypiranga de Erechim | 2                        | 0                        | 2                        |                          |  |         |                  |                  |                  |                  |  |  |
|  |                      |                      |                  |                  |   | Ypiranga de Erechim | 2                        | 0                        | 2                        |                          |  |         |                  |                  |                  |                  |  |  |
|  |                      | Aimoré (gf)          | 1                | 1                | 2 |                     |                          |                          |                          |                          |  |         |                  |                  |                  |                  |  |  |
|  | Aimoré               | Aimoré (gf)          | 1                | 1                | 2 | 2                   | 1                        | 3                        |                          |                          |  |         |                  |                  |                  |                  |  |  |
|  | Aimoré               |                      |                  |                  |   | 2                   | 1                        | 3                        |                          |                          |  |         |                  |                  |                  |                  |  |  |
|  | Tupi                 | 0                    | 0                | 0                |   |                     |                          |                          |                          |                          |  |         |                  |                  |                  |                  |  |  |

## Premiação
| Campeonato Gaúcho - Divisão de Acesso de 2018 |
| Pelotas                                       |
| --------------------------------------------- |
| Pelotas Campeão (2°.º título)                 |

## Estatísticas

### Artilharia
2 gols (5)
- Aldir (Bagé)
- Alex Júnior (União Frederiquense)
- Jeferson Carioca (Santa Cruz-RS)
- Paulão (Santa Cruz-RS)
- Paulinho Simionato (Ypiranga de Erechim)

1 gol (37)
- Adriano Lara (Pelotas)
- Alagoano (Guarani-VA)
- Alexandre Carvalho (União Frederiquense)
- Arthur Santos (Santa Cruz-RS)
- Bruno Meurer (São Gabriel)
- Carlão (São Gabriel)
- Chimbica (Passo Fundo)
- Chiquinho (Inter de Santa Maria)
- Cleberson (Tupi)
- Dartora  (Tupi)
- Douglas (Ypiranga de Erechim)
- Elton (Aimoré)
- Gabriel Carioca (Guarani-VA)
- Germano (Pelotas)
- Gustavo Junior (Brasil de Farroupilha)
- Guto (Guarani-VA)
- Hamilton (Brasil de Farroupilha)
- Jaílton (Guarani-VA)
- Jaime (São Gabriel)
- Jefferson Luis (Pelotas)
- Juliano Tatto (Pelotas)
- Juninho (Passo Fundo)
- Joãozinho (Ypiranga de Erechim)
- Léo Kanu (Aimoré)
- Léo Mineiro (Igrejinha)
- Leonardo (Inter de Santa Maria)
- Lucas (Bagé)
- Maicon Santana (Passo Fundo)
- Marco Antônio (Aimoré)
- Mauro (São Gabriel)
- Matheus (São Gabriel)
- Murilo (Aimoré)
- Nunes (Glória)
- Pablo (Inter de Santa Maria)
- Rafael Lima (Bagé)
- Rodrigo (Tupi)
- Ruan (Glória)
- Santoris (Aimoré)
- Thiago Costa (Passo Fundo)
- Thiago Saraçol (Glória)

Gols contra (2)
- Hamilton (Brasil de Farroupilha, para o Esportivo)
- Vinicius (Guarani-VA, para o Santa Cruz-RS)

### Rodadas na liderança
Em negrito, os clubes que mais permaneceram na liderança.
| Grupo A | Grupo A | Grupo A | Grupo A | Grupo A | Grupo A | Grupo A | Grupo A | Grupo A | Grupo A | Grupo A | Grupo A | Grupo A | Grupo A |
| ------- | ------- | ------- | ------- | ------- | ------- | ------- | ------- | ------- | ------- | ------- | ------- | ------- | ------- |
| 1       | 2       | 3       | 4       | 5       | 6       | 7       | 8       | 9       | 10      | 11      | 12      | 13      | 14      |
| BAG     | AIM     | BAG     | AIM     | PEL     | PEL     | PEL     | AIM     | AIM     | PEL     | PEL     | PEL     | ISM     | PEL     |
| Grupo B |         |         |         |         |         |         |         |         |         |         |         |         |         |
| 1       | 2       | 3       | 4       | 5       | 6       | 7       | 8       | 9       | 10      | 11      | 12      | 13      | 14      |
| PFU     | UFR     | YPI     | GLO     | YPI     | YPI     | YPI     | YPI     | YPI     | YPI     | YPI     | YPI     | YPI     | YPI     |

### Rodadas na lanterna
Em negrito, os clubes que mais permaneceram na lanterna.
| Grupo A | Grupo A | Grupo A | Grupo A | Grupo A | Grupo A | Grupo A | Grupo A | Grupo A | Grupo A | Grupo A | Grupo A | Grupo A | Grupo A |
| ------- | ------- | ------- | ------- | ------- | ------- | ------- | ------- | ------- | ------- | ------- | ------- | ------- | ------- |
| 1       | 2       | 3       | 4       | 5       | 6       | 7       | 8       | 9       | 10      | 11      | 12      | 13      | 14      |
| ISM     | ISM     | SGA     | SGA     | SCR     | SCR     | SCR     | SCR     | SCR     | SCR     | SCR     | SCR     | SCR     | SCR     |
| Grupo B |         |         |         |         |         |         |         |         |         |         |         |         |         |
| 1       | 2       | 3       | 4       | 5       | 6       | 7       | 8       | 9       | 10      | 11      | 12      | 13      | 14      |
| IGR     | IGR     | IGR     | IGR     | BRA     | BRA     | BRA     | BRA     | BRA     | BRA     | BRA     | BRA     | BRA     | BRA     |

## Público

### Médias
As médias de público são calculadas manualmente, levando-se em conta o relatório oficial emitido pela Federação Gaúcha de Futebol, disponíveis no site oficial.
| Pos. | Time                  | Média   | Total  | Mandos | Maior | Menor |
| ---- | --------------------- | ------- | ------ | ------ | ----- | ----- |
| 1    | Pelotas               | 1 535,2 | 15 352 | 10     | 6 361 | 486   |
| 2    | Lajeadense            | 642,0   | 4 494  | 8      | 1 047 | 339   |
| 3    | Glória                | 469,1   | 3 753  | 8      | 802   | 312   |
| 4    | Inter de Santa Maria  | 443,0   | 3 987  | 9      | 1 547 | 212   |
| 5    | União Frederiquense   | 404,4   | 2 831  | 7      | 655   | 130   |
| 6    | Passo Fundo           | 332,9   | 2 330  | 7      | 603   | 190   |
| 7    | Esportivo             | 298,4   | 2 387  | 8      | 688   | 97    |
| 8    | Ypiranga de Erechim   | 235,6   | 2 120  | 9      | 1 094 | 72    |
| 9    | Guarani-VA            | 182,7   | 1 279  | 7      | 429   | 66    |
| 10   | Tupi                  | 149,6   | 1 197  | 8      | 403   | 55    |
| 11   | São Gabriel           | 97,7    | 684    | 7      | 301   | 0     |
| 12   | Igrejinha             | 83,1    | 582    | 7      | 248   | 43    |
| 13   | Brasil de Farroupilha | 66,3    | 464    | 7      | 95    | 42    |
| 14   | Aimoré                | 62,3    | 623    | 10     | 144   | 30    |
| 15   | Bagé                  | 60,1    | 421    | 7      | 94    | 40    |
| 16   | Santa Cruz-RS         | 50,8    | 305    | 6      | 100   | 30    |